# グアルダヴァッレ
グアルダヴァッレ（イタリア語: Guardavalle）は、イタリア共和国カラブリア州カタンザーロ県にある、人口約4,500人の基礎自治体（コムーネ）。

## 地理

### 位置・広がり

#### 隣接コムーネ
隣接するコムーネは以下の通り。括弧内のRCはレッジョ・カラブリア県、VVはヴィボ・ヴァレンツィア県所属を示す。
- ビヴォンジ (RC)
- ブロニャトゥーロ (VV)
- モナステラーチェ (RC)
- サンタ・カテリーナ・デッロ・イオーニオ
- スティーロ (RC)

## 行政

### 分離集落
グアルダヴァッレには、以下の分離集落（フラツィオーネ）がある。
- Elce della vecchia, Guardavalle Marina, Pietracupa, Pietrarotta, Santo Stefano, Sciordillà